# Luciano Laurana
Luciano Laurana (Aurana, 1420 circa – Pesaro, 1479) è stato un architetto italiano.
Fu uno degli architetti più importanti a metà del XV secolo e contribuì, sull'esempio di Leon Battista Alberti, allo sviluppo del linguaggio architettonico rinascimentale. La carenza di documentazione sulla sua vita e sulla sua attività hanno determinato anche un lungo periodo di oblio. Ebbe un ruolo centrale nell'affermarsi di Urbino come centro culturale e artistico, da cui prese il via quello che è considerato suo continuatore Bramante.
Non ci sono elementi per affermare rapporti di parentela con lo scultore Francesco Laurana.

## Biografia
Nacque ad Aurana (Vrana) in Dalmazia, nelle vicinanze di Zara, allora territorio della Repubblica di Venezia. Scarsissime le notizie biografiche, anche se la sua origine dalmata sembra certa; a Urbino dove operò più a lungo veniva definito "schiavone" appellativo spesso usato per indicare i dalmati in quell'epoca.
Si sa poco sui suoi primi anni di formazione. Il padre Marino era scalpellino a Zara e nella sua bottega Luciano mosse probabilmente i primi passi. Si pensa che abbia appreso le basi dell'artigianato da suo padre e le conoscenze architettoniche da Giorgio Orsini, con il quale il padre Marino collaborò per un breve periodo nella costruzione della Cattedrale di Sebenico. La sua formazione artistica dovette proseguire probabilmente a Zara, a Sebenico e forse anche a Venezia.

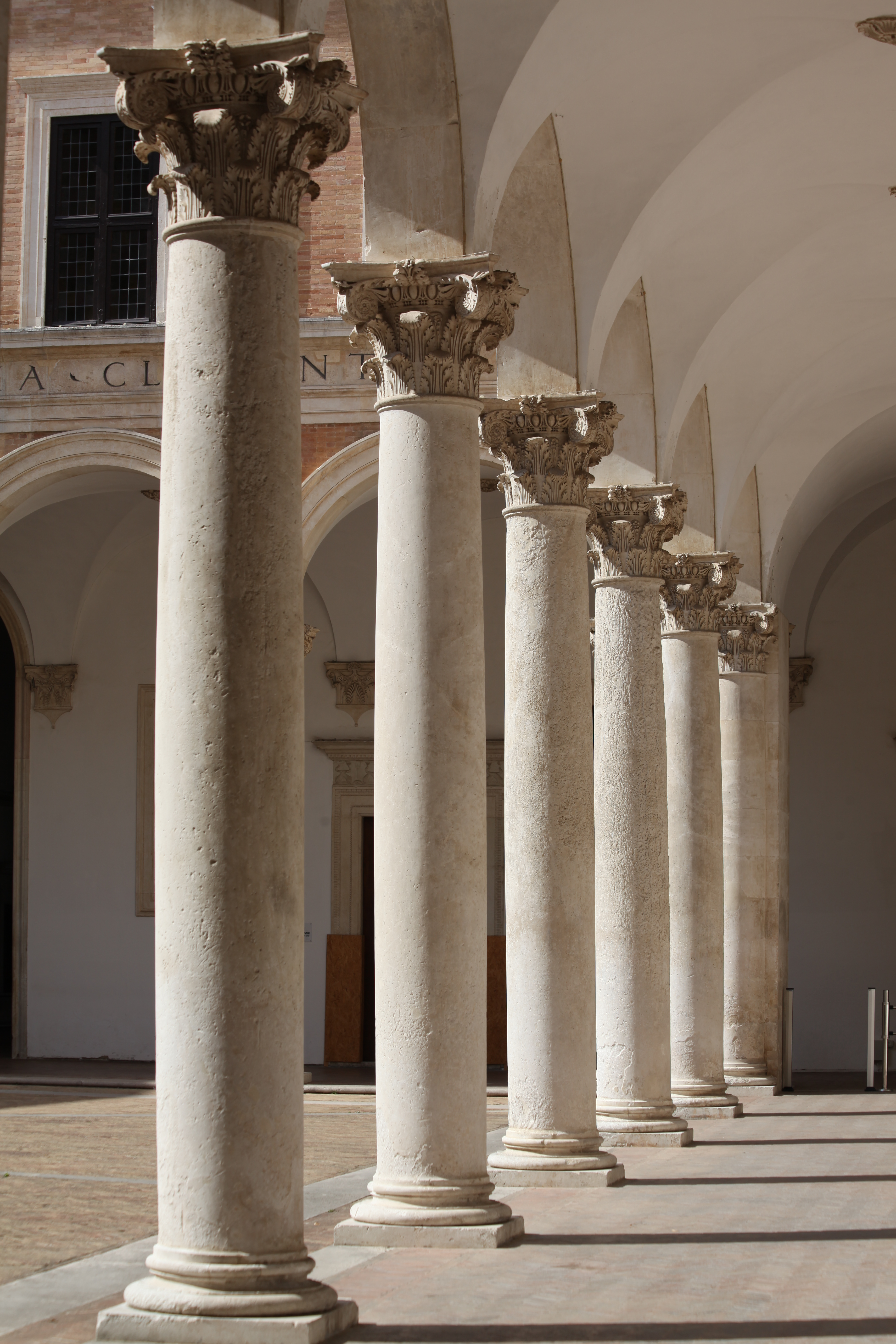
Peristilio a cinta del chiostro del Palazzo Ducale di Urbino, 1466-72

È documentata la sua presenza a Mantova nel 1465, ove prese contatto con l'architettura di Leon Battista Alberti e forse partecipò, con Luca Fancelli, ai lavori di sistemazione del porticato del cortile del Castello di San Giorgio, costruzione interna al Palazzo Ducale della città.
Tra le sue prime opere figurano L'arco di trionfo a Napoli e il Portale dell'Arsenale a Venezia.
Comunque dal 1465 intraprende il grande cantiere della costruzione del Palazzo Ducale dei Montefeltro a Urbino, dove realizza i suoi capolavori, fra cui la tipica facciata a "Torricini" e il Cortile d'onore.
A Luciano Laurana si attribuiscono i disegni de La Città ideale, concepita come una "scacchiera", dove i pavimenti delle strade, con l'intersecarsi di marmi di diversi colori, riflettono e amplificano la struttura della città, in cui gli edifici, proprio come i pezzi di una scacchiera, sono ordinati e collocati a intervalli di spazio regolari e prestabiliti, secondo canoni di assoluta perfezione. Inoltre gli edifici (che non devono mai superare i 3 piani di altezza) sono disposti in maniera simmetrica e trasversale rispetto al centro della rappresentazione, che culmina con una Rotonda, una particolare tipologia di edificio classico che, in quanto strutturalmente di forma circolare, vuole rappresentare (appunto con il cerchio, figura da sempre ritenuta "perfetta", perché in sé chiusa e conchiusa) il coronamento di un'opera che tutto racchiude all'interno di sé, lasciando un vuoto ideale e universale al di fuori di sé.